# Megiddo Airport
Den här artikeln har delvis skapats av Lsjbot, ett program (en robot) för automatisk redigering (2016-09). Artikeln kan eventuellt innehålla språkliga fel eller ett märkligt bildurval. Mallen kan avlägsnas efter en kontroll av innehållet.
Megiddo Airport är en flygplats i Israel.   Den ligger i distriktet Norra distriktet, i den norra delen av landet. Megiddo Airport ligger 55 meter över havet och invigdes 1942.
Terrängen runt Megiddo Airport är platt österut, men västerut är den kuperad. Runt Megiddo Airport är det ganska tätbefolkat, med 80 invånare per kvadratkilometer. Närmaste större samhälle är ‘Afula, 5,8 km öster om Megiddo Airport. Trakten runt Megiddo Airport består till största delen av jordbruksmark.